# Evangelische Kirche Rainrod (Schotten)

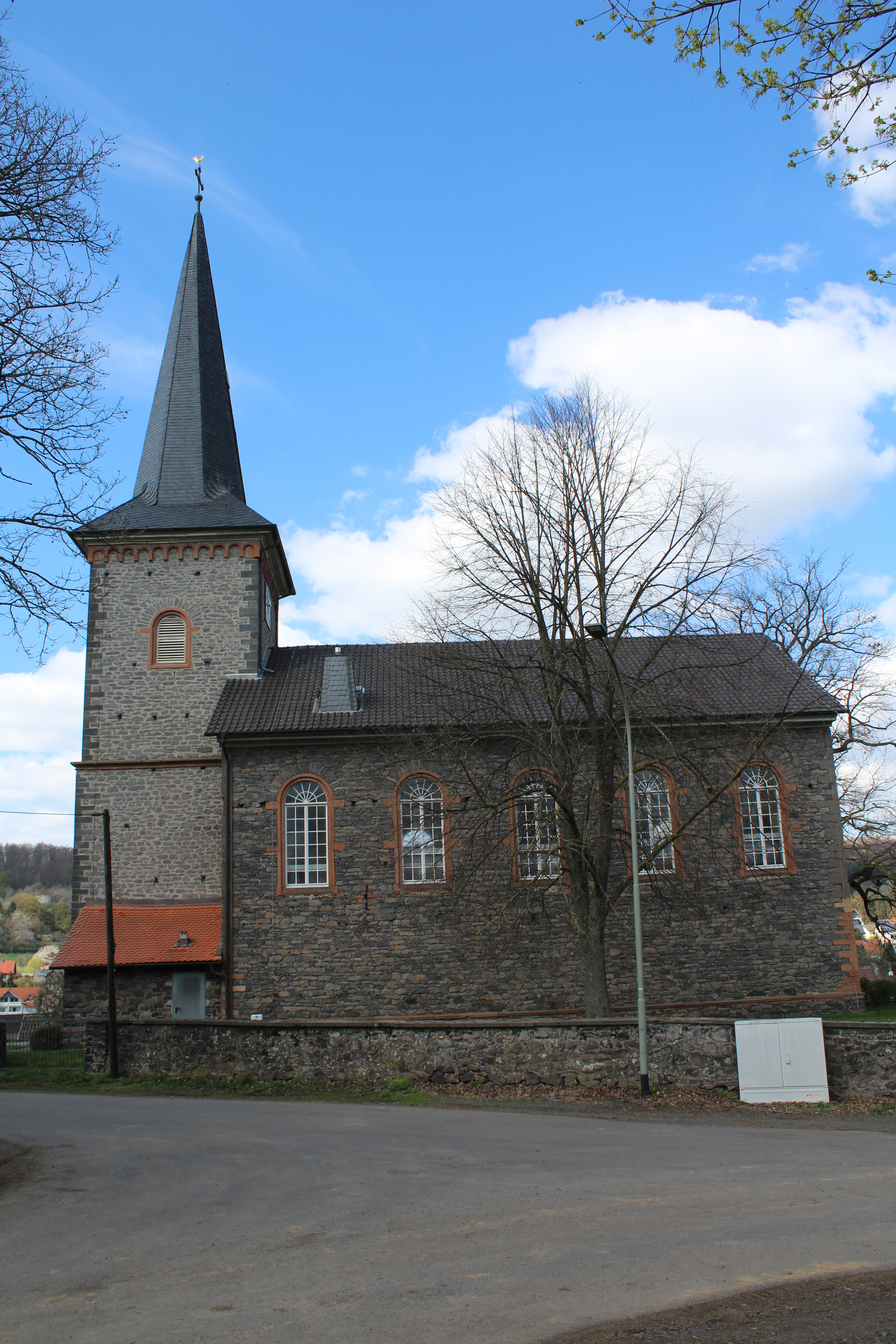
Evangelische Kirche in Rainrod

Die evangelische Kirche Rainrod ist ein denkmalgeschütztes Kirchengebäude in Rainrod, einem Stadtteil von Schotten  im Vogelsbergkreis in Hessen. Die Kirchengemeinde gehört zum Dekanat Büdinger Land in der Propstei Oberhessen der Evangelischen Kirche in Hessen und Nassau.

## Beschreibung
Die Saalkirche im klassizistischen Baustil wurde aus Bruchsteinen 1835–36 erbaut. Der Kirchturm im Westen ist mit Ecksteinen und einem Bogenfries unter der Dachtraufe versehen. Sein oberstes Geschoss beherbergt die Turmuhr und hinter den Klangarkaden den Glockenstuhl. Darauf sitzt ein schiefergedeckter spitzer Helm. Die Emporen ruhen auf dorischen Säulen. Die Kirchenausstattung, wie die Kanzel, die hinter dem Altar steht, stammt aus der Bauzeit. Die Orgel wurde von Johann Heinrich Krämer gebaut.